# Zwiebelhaut

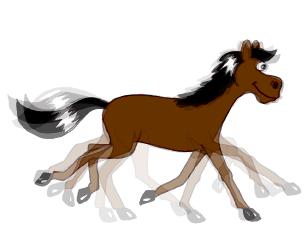
Bewegungssequenz eines Pferds mit drei Zwiebelhaut-Schichten

Die Zwiebelhaut beschreibt ursprünglich die halbdurchsichtige Schicht einer Zwiebel. Im Handwerk des Zeichentrickfilms bezeichnet die Zwiebelhaut (engl. Onionskin) ein durchscheinendes Schema des zuvor gezeichneten Einzelbilds.

## Technik
In der 2D-Animation schafft der Zeichner traditionell ein Einzelbild nach dem anderen. Um zu sehen, was er zuvor gezeichnet hat, erstellten die Cartoon-Zeichner in Firmen wie Disney ihre Szenen auf halbdurchsichtigen, aufeinander liegenden Einzelbildern (Pauspapier), die später abfotografiert und zu einem Film zusammengefügt wurden. Die Zwiebelhauttechnik erlaubte es dem Künstler, sich an den zuvor gezeichneten Einzelbildern zu orientieren und so einen kontinuierlichen Fluss von Bewegungen zu erzeugen, lange bevor der Film entsteht.
Auch mit dem Übergang vom Zeichentisch zur Computertechnik hat sich der Begriff erhalten. Digital erstellt man in einem Animationsprogramm die Zwiebelhaut durch halb durchscheinende Ebenen. In den meisten Software-Paketen zur 2D-Animation kann man wählen, wie viele Zwiebelhaut-Schichten man sehen will. Im abgebildeten Beispiel eines galoppierenden Pferds sieht man den Bewegungsablauf durch drei Zwiebelhäute hindurch. Je blasser das Bild erscheint, desto mehr Zwiebelhäute (also digitale Ebenen) liegen zwischen diesem und dem aktuell gezeichneten Bild.